# Gajki (Zaczopki)
Gajki – część wsi Zaczopki w Polsce położona w województwie lubelskim, w powiecie bialskim, w gminie Rokitno.